# Fair Use
Als Fair Use (deutsch Angemessene Verwendung) bezeichnet man eine Rechtsdoktrin der Urheberrechtssysteme einiger Common-Law-Länder (z. B. US-amerikanisches Copyright), die bestimmte, nicht autorisierte Nutzungen von geschütztem Material zugesteht, sofern sie der öffentlichen Bildung und der Anregung geistiger Produktionen dienen. Die Doktrin ist in § 107 des US-amerikanischen Copyright Act (17 U.S.C.) kodifiziert und erfüllt eine vergleichbare Funktion wie die Schrankenbestimmungen des kontinentaleuropäischen Urheberrechts.
Im amerikanischen Rechtsraum gestattet Fair Use neben Zitaten etwa auch Parodien auf ein urheberrechtlich geschütztes Werk, aber nicht Satiren. Eine Parodie als solche muss sehr eng mit dem Original verknüpft sein, ansonsten gilt sie als eine nicht erlaubte Satire.

## Ursprung
Im Jahr 1710 wurde in Großbritannien im Statute of Anne erstmals das Recht des Urhebers an seinem veröffentlichten Werk festgeschrieben. Dieses Statut sah zunächst keine Ausnahmen vor. Diese bildeten sich jedoch in der Rechtsprechung des Common Law heraus und wurden in den USA schließlich im Copyright Act von 1976, 17 U.S.C. § 107 kodifiziert.
Im Vereinigten Königreich und etlichen Commonwealth-Staaten gilt ein ähnliches, restriktiveres Konzept namens Fair Dealing.

## Inhalt
Fair Use besagt, dass die Wiedergabe urheberrechtlich geschützten Materials zum Zwecke der Kritik, der Stellungnahme, der Berichterstattung, der Bildung und der Wissenschaft keine Urheberrechtsverletzung darstellt. Ob eine Verwendung urheberrechtlich geschützten Materials angemessen ist oder nicht, ist im Einzelfall nach folgenden Kriterien abzuwägen:
1. Zweck und Art der Verwendung (gewerbsmäßig oder nicht; umgestaltende Nutzung oder nicht (sog. transformative use))
2. Art des urheberrechtlich geschützten Werks
3. Umfang und Bedeutung des verwendeten Auszugs im Verhältnis zum ganzen Werk
4. Auswirkung der Verwendung auf den Wert und die Verwertung des geschützten Werks

Auch bei bisher unveröffentlichten Werken sind diese Kriterien abzuwägen. Je nach Einzelfall dürfen vor Gericht auch weitere Faktoren in die Bewertung einfließen. Das Gesetz lässt bewusst einigen Ermessensspielraum. Insgesamt beschränkt es das Urheberrecht so, dass es seinen ursprünglichen Zweck erfüllt, der in der Verfassung der Vereinigten Staaten definiert ist – die Förderung der Wissenschaft und der Künste.

## Stellungnahmen
Einige US-amerikanische Rechtsgelehrte wie Tom W. Bell sehen in der Fair-Use-Doktrin nur einen Mechanismus, um ein Marktversagen zu reparieren. Julie Cohen beschreibt Fair Use als ein positives Recht, das selbst dann greift, wenn der Rechteinhaber das Werk durch ein Digital-Rights-Management-System schützt.